# Horizontalast
Auf dem Horizontalast des Hertzsprung-Russell-Diagramms befinden sich metallarme Sterne mittlerer Masse im Zustand des stabilen Heliumbrennens und des Wasserstoffschalenbrennen nach dem ersten Heliumblitz. Der Horizontalast erscheint ausgeprägt in den HR-Diagrammen von Kugelsternhaufen und bildet die stellare Entwicklungsphase nach der Entwicklung entlang des Roten Riesenastes ab. Der Begriff Horizontalast bezieht sich auf die annähernd horizontale Ausrichtung im Hertzsprung-Russell-Diagramm.

## Entwicklung

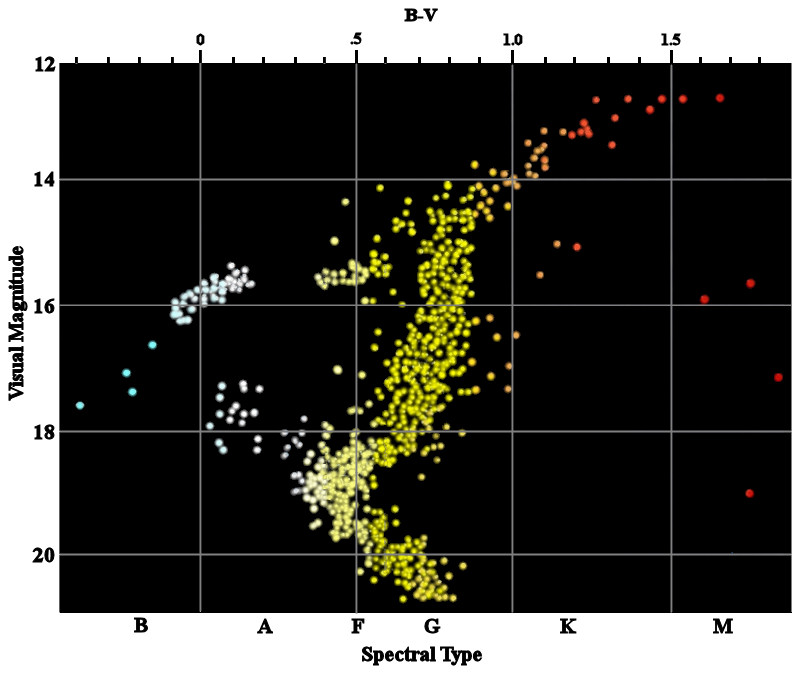
Farben-Helligkeitsdiagramm des Kugelsternhaufens Messier 3. Die Sterne auf dem Horizontalast verfügen über eine scheinbare Helligkeit von ungefähr und befinden sich links von. Die RR-Lyrae-Lücke im Horizontalast zwischen und kommt daher, dass veränderliche Sterne mit ihren nicht konstanten Helligkeiten und Spektren nicht eingezeichnet werden

Nachdem ein Stern auf der Hauptreihe beim zentralen Wasserstoffbrennen den Wasserstoff in seinem Kern verbraucht hat, wandert die Zone des Wasserstoffbrennens schalenförmig nach außen. Darauf reagiert der Stern mit einer Expansion seiner Atmosphäre und einer Absenkung der Oberflächentemperatur. Im Hertzsprung-Russell-Diagramm wandert der Stern den Roten Riesenast hinauf. Der Kern des Sterns besteht überwiegend aus Helium und kann sich mangels thermonuklearer Reaktionen nur durch weitere Kontraktion stabilisieren. Verfügt der Stern über eine Masse zwischen 0,5 und 2,2 Sonnenmassen so steigen Temperatur und Druck soweit an, dass es zu einem Heliumblitz kommt, einem explosionsartigen Zünden des Heliumbrennens im Kern. Das darauf folgende stabile Heliumbrennen erzeugt weitere Energie und der Stern kontrahiert in der Folge. Das neue Gleichgewicht liegt bei einer Leuchtkraft von dem hundertfachen der Sonne. Die Temperatur des Sterns auf dem Horizontalast ist abhängig von dem Massenverlust während der Rote-Riese-Phase. Wenn auch das Helium im Kern erschöpft ist wandert der Stern zurück nach rechts im HR-Diagramm in Richtung des asymptotischen Riesenastes.

## RR-Lyrae-Sterne
An jener Stelle, an welcher der Instabilitätsstreifen den Horizontalast kreuzt, befinden sich die RR-Lyrae-Sterne. Dies sind radial pulsierende Veränderliche mit Perioden zwischen 0,2 und 1,2 Tagen. Im Hertzsprung-Russell-Diagramm eines Sternsystems werden diese Sterne häufig nicht eingezeichnet, wodurch scheinbar eine RR-Lyrae-Lücke entsteht. Meistens liegen nicht genügend Daten vor, um den Mittelwert der Helligkeit und des Spektrums zu ermitteln, weshalb diese Veränderlichen nicht aufgenommen werden. Aus der Änderung der Perioden dieser Veränderlichen ist versucht worden, die Entwicklung entlang des Horizontalastes zu beobachten. Bei einer Kontraktion des Durchmessers sollte der Stern nach rechts in den Bereich der höheren Temperaturen wandern und sich dabei die Pulsationsperiode verkürzen. Aber die Schwingungen dieser Sterne sind mit einer Art weißem Rauschen überlagert, sodass noch kein Nachweis über die Entwicklungsgeschwindigkeit der Sterne in dieser Entwicklungsphase vorliegt.

## Extreme Horizontalast-Sterne
Die extremen Horizontalast-Sterne sind eine kleine Gruppe von Sternen in einigen Kugelsternhaufen mit Oberflächentemperaturen von bis zu 30.000 K. Sie befinden sich im HR-Diagramm ungefähr in der Mitte zwischen den Weißen Zwergen und den frühen Hauptreihensternen. Zwischen den extremen Horizontalast-Sternen und den normalen blauen Sternen auf dem Horizontalast liegt eine Lücke mit einer Temperaturdifferenz von 10.000 K, innerhalb der keine Sterne beobachtet werden. Als Ursache wird vermutet, dass die extremen Horizontalast-Sterne einen um 15 Prozent höheren Gehalt an Helium aufweisen. Daneben gehören einige der Sterne des extremen Horizontalastes zu den Blauen Unterzwergen mit den Spektraltypen sdB und sdO. Sie entstehen überwiegend durch einen Massentransfer in einem Doppelsternsystem während ein Stern in der Phase eines Roten Riesen ist. Dadurch wird der Kern des Sterns freigelegt und erscheint als ein leuchtkräftiger blauer Stern mit ungewöhnlich kleinem Radius, ein Blauer Unterzwerg.

## Das Zweiter-Parameter-Problem
Die Lage des Horizontalastes in Form der Ausdehnung nach links im Hertzsprung-Russell-Diagramm sowie der Leuchtkraft der Sterne und der Steigung des Horizontalastes wird im Wesentlichen von der Metallizität der Sterne bestimmt. Neben dem Metallgehalt der Sterne gibt es noch wenigstens einen weiteren Parameter, der die Lage des Horizontalastes mitbestimmt, da bei Kugelsternhaufen und Zwerggalaxien mit identischer Metallizität die Horizontaläste voneinander abweichen. Es gibt zahlreiche Hypothesen, welcher zweite Parameter dafür verantwortlich ist:
- das Alter des Kugelsternhaufens und damit die Masse der Sterne auf dem Horizontalast
- die mittlere Rotationsgeschwindigkeit und die daraus resultierende Durchmischung der Sterne
- die Gesamtmasse des Kugelsternhaufens
- die Konzentration des Kugelsternhaufens
- der Anteil des Heliums in der Atmosphäre der Sterne
- die Dichte im Kern der Sterne
- der Massenverlust in der vorherigen Rote-Riese-Phase durch Sternwind

## Roter Klumpen
Bei metallreichen Sternhaufen kann kein Horizontalast beobachtet werden. Dies ist sowohl eine Folge des höheren Metallgehalts als auch des geringen Alters von Sternen der Population I auf dem Roten Riesenast, weshalb sie momentan über eine höhere Masse verfügen als die Population II-Sterne in der Milchstraße. Daher wandern die Sterne nach dem Zünden des zentralen Heliumbrennens nur bis zu einem Spektraltyp G8 III. Im Hertzsprung-Russell-Diagramm wird die dadurch entstehende Struktur als roter Klumpen (engl. red clump) bezeichnet, da der Rote Riesenast im HR-Diagramm eine kleine Ausbeulung zeigt. Die absolute visuelle Helligkeit der Sterne des roten Klumpen beträgt +1 für den Spektraltyp K2 III und steigt nur geringfügig auf +0,7 für den Spektraltyp G8 III mit einer geringen Abhängigkeit von der Metallizität. Wegen dieser Helligkeit-Farbe-Beziehung werden die Sterne des Roten Klumpen auch als Entfernungsindikatoren benutzt.

## Doppelte Horizontaläste
Bei einigen metallreichen blauen Kugelsternhaufen wie NGC 6440 und NGC 6569 zeigen photometrische Beobachtungen, dass der Horizontalast bei diesen Sternassoziationen aus zwei getrennten Horizontalästen besteht, die über eine geringfügig unterschiedliche Helligkeit verfügen. Da bereits gespaltene Hauptreihen bei Kugelsternhaufen bekannt sind könnten auch die doppelten Horizontaläste eine Folge von zwei unterschiedlichen Populationen und Metallizitäten sein. Demnach stellte die eine Population das Originalmaterial von der Entstehung der Sternhaufen da, während die zweite Generation aus der Asche der massereichen Sternen der ersten Generation und noch vorhandenen Gasresten einige Millionen Jahre später hervorgegangen ist. Alternativ könnten die zwei Populationen auch über einen geringfügig unterschiedlichen Heliumgehalt von einigen Prozent verfügen oder einen Altersunterschied von circa einer Milliarde Jahre haben.